# Steven Means
Steven Means (* 16. September 1990 in Buffalo, New York) ist ein ehemaliger US-amerikanischer American-Football-Spieler auf der Position des Defensive Ends. Zuletzt spielte er für die Baltimore Ravens in der National Football League (NFL).

## Frühe Jahre
Means ging in seiner Geburtsstadt Buffalo auf die Highschool. Später besuchte er die University at Buffalo. Zwischen 2009 und 2012 erzielte er hier für das Collegefootballteam 186 Tackles, 19,5 Sacks, erzwang drei Fumbles und erzielte zwei Interceptions.

## NFL

### Tampa Bay Buccaneers
Means wurde im NFL-Draft 2013 in der fünften Runde an 147. Stelle von den Tampa Bay Buccaneers ausgewählt. Hier konnte er sich nicht durchsetzten und erzielte für seine Team lediglich sechs Tackles und keinen Sack.

### Baltimore Ravens
Im Oktober 2014 holten die Baltimore Ravens Means in ihren Practice Squad. Nachdem er am 2. September 2015 eine Verletzung erlitt, wurde er aus dem Team gestrichen.

### Houston Texans
Am 20. Oktober 2015 nahmen ihn die Houston Texans in den Practice Squad auf.

### Philadelphia Eagles
Am 8. Dezember 2015 wurde Means von den Philadelphia Eagles aus dem Practice Squad der Texans geholt. Am siebten Spieltag der Saison 2016 gegen die Minnesota Vikings erzielte Means seinen ersten Sack in der NFL. Mit diesem Sack zwang er Quarterback Sam Bradford zu einem Fumble.
Am 30. August 2017 unterschrieb Means einen Ein-Jahres-Vertrag bei den Eagles. Mit den Eagles gewann er am 4. Februar 2018 den Super Bowl LII mit 41:33 gegen die New England Patriots.

### Atlanta Falcons
Am 10. September 2018 unterzeichnete Means einen Vertrag bei den Atlanta Falcons. Am 13. Februar 2019, am 9. März 2020 und am 1. April 2021 verlängerte er jeweils seinen Vertrag um ein weiteres Jahr. Die Saison 2019 verpasste Means auf Grund einer Verletzung an der Achillessehne komplett. In der Saison 2020 erzielte er seinen Karrierebestwert mit drei Sacks.

### Rückkehr zu den Baltimore Ravens
Im Juni 2022 nahmen die Baltimore Ravens, für die er bereits 2014 gespielt hatte, Means nach einem Probetraining unter Vertrag. Er schaffte es nicht in den 53-Mann-Kader für die Regular Season und wurde anschließend in den Practice Squad der Ravens aufgenommen. Nachdem er für den ersten Spieltag vorübergehend in den Spieltagskader aufgenommen worden war und bei 33 % aller defensiven Snaps gespielt hatte, wurde er ab Woche 2 in den aktiven Kader befördert. Beim Spiel gegen die Miami Dolphins am zweiten Spieltag zog er sich einen Achillessehnenriss zu und fiel daher für den Rest der Saison aus.